# Sibianor latens
Sibianor latens là một loài nhện trong họ Salticidae.
Loài này thuộc chi Sibianor. Sibianor latens được Dmitri Viktorovich Logunov miêu tả năm 1991.